# タマネギ部隊
タマネギ部隊は、漫画『パタリロ!』に登場する架空の部隊。本稿では、それに関連した組織についても記述する。

## 概要
マリネラ王国国王パタリロ8世直属の武官部隊であり、ひとりひとりはタマネギ武官と呼ばれる。単に「タマネギ」とのみ呼ばれることもある。マリネラ全軍から選抜されたエリート軍人によって構成されており、およそ400名が在籍している。平均年齢は26歳。
部隊の全員がタマネギ型の頭とひし形の口を持ち、まるでクローンのように見た目は全く変わらない。ただしこれは変装によるものであり、素顔はほぼ全員が美形である。各隊員は「タマネギ○（数字であったり、言葉であったりする）号」と番号で呼ばれる。
国王直属の親衛隊であり、内閣や軍を超える権限を与えられている。マリネラの国政を実質的に動かしているのはこのタマネギ部隊であり、マリネラにおける国王の独裁体制を支える要となっている。
バンコランやマライヒ同様、パタリロのよいおちょくり相手である。逆にパタリロをおちょくったり、自分たちで起こしたトラブルの尻拭いをパタリロにさせたりもする。

### 成立
誕生直後から異常な行動を見せるパタリロ8世の将来を案じ、母であるエトランジュ（当時のマリネラ王妃で現皇太后）がマリネラ軍の青年将校6名を集めて極秘に結成した。連載当初、タマネギ頭の武官は多数登場するモブキャラクターの一人にすぎなかった。しかし初期エピソード「マリネラの吸血鬼」で、パタリロが不敬な発言をしたタマネギ頭の武官を張り倒し、代わりの部下を呼んだところ、全く同一の容姿をした武官が登場。驚くパタリロに武官が「たまねぎ部隊」（初出時は平仮名）の存在を明らかにし、以降多数のタマネギが登場するようになった。それまでパタリロは交代で世話をする複数の隊員を単独の人物と思い込んでいた。また、それ以前は衛兵隊が存在したが、タマネギ部隊と入れ替わりで登場しなくなった。
TVアニメ版でも「マリネラの吸血鬼」は映像化されているが、くだんのシーンはカットされている。ただし、多数のタマネギが「マリネラの吸血鬼」から登場しだしたのは原作と同一である。

### 任務
結成当初の主な職務は側近として幼いパタリロの世話（警護）をすることであったが、物語の進行に伴ってその活動は行政・司法・立法・軍部の統率・在外公館職員・民間企業の管理・宮殿の掃除など多岐に渡り、パタリロの独裁体制を陰で補佐するシャドウキャビネットとしての機能も保有、事実上の国家の中枢として稼働している。なお、掃除や庭園の管理、食事の支度などの生活業務は人事による配属ではなく希望者が受け持っている。
およそ400名の内半分は黒タマネギ（後述）として活動し、さらに国内の200名の半数も陸海空軍や戦略情報室に出向しているため、宮殿勤務でパタリロのそばに配属されているのは100名ほどである。武官が事務仕事を手がけるのはタマネギ部隊成立以前からのマリネラ王国の伝統である。このため、事務を専門とする隊員（文官）は登場したことがない。

### 外見
全員がタマネギ風の髪型で、同じ形の眼鏡をかけ、菱形の口をしている。素顔は全て個性の違う美形の青年であるが、任務中は同一のカツラと眼鏡を着用し（カツラの代わりに自分の髪を伸ばして結うのも可）、全員ほとんど差異のない容貌となるため、外見による個人の識別には熟練を要する。
口の形状については、訓練によって菱形に変形させるが、慣れない者は形状記憶ラバー製の擬似マウスを使用する。これらの特殊なメイクは部外者による偽造が困難であるため侵入者の判別にも役に立つことがあるが、基本的には他国のスパイなどに対して部隊の本来の地位を隠蔽し低次元なレベルに偽装するためのものである。
タマネギ部隊の特徴とも言える菱型の口は連載初期は「おちょぼ口」として小さく描かれていたが、連載が進むにつれ大きくなっていき、現在は顔の半分を占めるまでになっている。なお、タマネギ隊員の横顔が描かれるときは普通の口の形状になる。

### 待遇
その強力な権限に反して、作中でのタマネギ部隊は悲惨な存在として描かれている。国の実権を握るといえば聞こえはいいが、実態はパタリロ国王の手足としてこき使われる「奴隷」のようなものである。また、パタリロはタマネギ部隊に対しては一切の手加減なくイタズラやおちょくりを仕掛け、その結果、命の危機に直面する隊員も少なくない。
給与面については、連載初期はパタリロから賞詞を受けると5 - 20パーセントの昇給があるなど好待遇であったが、のちにパタリロがタマネギ部隊は奴隷である、消耗品であるなどと公言し、労働環境が劣悪化する。勤務は早番と遅番の2交代制。有給休暇は10年に1日だけとされる。異常なまでの薄給で過酷な労働を課せられ、事情を知らない者が年収の金額を聞いても日当と勘違いするほどである。そのため企業からヘッドハンティングを受けることもあるが、将来的な人脈を構築する好機と考えているため、人材の流出についてはパタリロは放任する立場をとっている（ついでにパタリロへの仕送りも期待されている）。ただし脱走者は厳罰に処される。薄給とはいえ衣食住については保障されており、独身者は宮殿に住み込みの者も多い。家族持ちはパタリロ山に立てられた賃貸コテージ群の一棟に居住する。
タマネギ部隊は連載がすすむについて待遇が悪くなっているが、それでもマリネラ王国では憧れの職業として扱われている。これは国王の奴隷のようにこき使われている実態があまり知られていないということもあるが、何よりも、マリネラ王国を動かす実権を担えるというところで、夢や野心を持つ若者たちに注目されているのである。
ただし、上記のような酷薄な関係はあくまで表層的なものであり、隊員が危険にさらされたときはパタリロが身の危険をも顧みずに救助に向かい、逆にパタリロが第三者によって不当な暴行を加えられた際には部隊が独自に報復行動を起こすこともあり、実際には両者は強固な信頼関係で結ばれている。

### 思想
タマネギ部隊は「国王を支えること」を一番の目的とする部隊だが、隊員の愛国心や忠誠心は個人によって異なる。パタリロは「タマネギ部隊は国王に絶対服従」を語り、隊員によく粛清を加えているがそのほとんどはギャグシーンの一環であり、隊員に対する思想教育のようなものは行われていない。隊員の中には自分の任務に誇りを持つものもいれば、仕事を適当にこなす怠け者もいる。また、中には凶悪な犯罪を犯す者も存在している。
隊員たちはほぼ全員がパタリロ国王に対してうんざりした気持ちを持っているが、本気で憎悪しているような者はあまりいない。パタリロのいい所も悪い所も同時に理解して受け入れている。そんなタマネギたちにとって、バンコランやマライヒはアイドル的存在で、崇拝すらされている。バンコランやマライヒとタマネギたちとの関係は比較的良好であり、2人の子供であるフィガロの子守をタマネギたちに頼むこともある。

### 入隊条件
隊員は基本的にマリネラ全軍から選抜されて配属されるが、一般公募による隊員の採用も少数ながら行われている。一時、隊員が増えすぎたため、パタリロは定員を400名と定め、査定により隊員の入れ替えを行おうとしたが、査定用ロボットの欠陥が露呈したため定員制・入れ替え共に取りやめとなった。
必須条件として「身長175cm以上」「虫歯が存在しない」「一に学力、二に体力、三四がなくて五に美貌、六に身長、七家柄、八九のいきおい、十雄弁、十一ユーモア、十二にお世辞、十三日なら金曜日」とあり、この後にもまだ続くが劇中では明らかにされていない。しかし、以上の条件を満たしていない隊員や情実による入隊者も少なからず居り、絶対的なものではない。
民間からの入隊試験には、体力測定、パタリロ8世の偏向した知識への対応力を問う雑学力試験、仕事をサボタージュして逃走するパタリロ8世を捕捉するための超高速動体視力試験が存在する。

### 私生活
非番の日の隊員は素顔に戻り、年相応の青春を謳歌している。しかし、連載が進むにつれタマネギ部隊の給料が安くなったため、貧窮の中でいかにプライベートを楽しむかという涙ぐましい様子が多く描写されるようになってしまった。
私生活では恋愛を楽しむ隊員も多い。連載初期はごく普通に女性との恋愛をする者や妻帯者も多かったが、連載が進むにつれタマネギ部隊に同性愛者の割合が増加していき、近年の設定ではゲイとバイセクシャルで全体の98%を占めるとされており、初期には同性愛者増加の風潮を嘆いていた部隊内の異性愛者は、異端のレッテルを貼られて肩身の狭い思いを強いられている。同性愛者が増加した理由は、パタリロとジャック・バンコランとの度重なる交流により「バンコラン菌」がマリネラ王宮にもたらされたためとされている。
給料の安さゆえに恋愛ぐらいしか楽しみが無いが、恋人をまともなデートに誘う遊興費もないことから、同じ立場である隊員同士で恋愛を行う嗜好がタマネギ部隊には目立つ。そのせいで隊員の人間関係は非常に複雑なものになっている。密かに複数の同僚と関係を持ち、さらに複数の関係を持った隊員同士が関係していることも珍しくない。その非常に複雑な人間関係が部隊の弱点とも言え、CIAの工作員により人間関係撹乱工作を受けたこともある。また、多くのタマネギが何らかの格闘技を心得ているため、恋人同士のケンカは時に熾烈を極める（傍から見ていると武術の試合にしか見えないなどとも評されている）。
喫煙者の割合は非常に少ないとされているが、情事あとの喫煙場面はしばしば見受けられる。

## 部隊編成

### タマネギ部隊
名前は1号から始まる数字で呼ばれることが多いが、永久欠番の333以外は番号が重複しない範囲で隊員本人が自由に付けることが可能であり、また数字である必要もない。当初は連番だったが、パタリロが面倒臭がって自己申告制にしたため、規則性は皆無である。現隊員は数百名におよび、作者も把握しきっていない事を作中でギャグにするほどである。
原作に登場したタマネギ武官を以下に挙げる。原作では算用数字による表記と漢数字による表記が混在しているが、ここでは算用数字に統一する。
番号の2桁までが、ロートル扱いされており3桁以降が若手の括りで年齢差が生じている。
最古参と準レギュラー化した霊感青年（44号）を除いてジェネリックモブ扱いなため各番は原則一回しか登場しない。
隊からこれまでに数人の落命者が存在する（「はぐれタマネギ」「幸運機」「前世再生機」「魔性の眼」「海の底から」および可能性として「墓に咲くバラ」）。
仕事をしないパタリロの代わりに内閣との調整に当たっている場面が多いのが1桁番台だった。
- 初期メンバー

1号 - 6号はエトランジュ王妃（現皇太后）から直接任命された隊員。最古参メンバーであり、6号を除きパタリロと同じ年頃の子供がいる。黒タマネギ部隊・紫タマネギ部隊など全てを含めたタマネギ部隊の中でもっとも経験豊富で、パタリロの奇想天外な行動にも、手を焼いてはいるようだがさほど動じず、時にはパタリロに意見する家老的役割を果たす。なお、2歳のパタリロに反陽子光線を浴びせられたため、8年後突如として羊羹に変身してしまう。全員マリネラの軍隊の官僚である。本作9巻の「輝け！タマネギ部隊」で素顔が総当登場するが、1号以外は判別不明である。
1号
タマネギ部隊のリーダーで最年長の42歳。元陸軍将校。下着はふんどしを愛用。愛煙家でオールバックの髪型で切れ長の眼の渋い容姿である。やはり、パタリロの養父として威厳のある面を見せており、パタリロの王位目当てに言寄って来た女の正体を見極めた際に「目を覚ましなさい！殿下‼」とキツい口調で叱り飛ばしている（後にパタリロからは「良い部下を持った」と感謝されている）。
原作とアニメでは設定に違いがある。原作では精悍な風貌で、壮年の妻子持ち。アニメでは若い美男子に変更、エトランジュに恋慕している。彼女に話しかけられると体が（物理的に）凍り、その状態で再び話しかけられると溶けてしまう。声優は大体が古川登志夫である。
2号

3号

4号

5号

6号
38歳。
一時期パタリロの家庭教師を務めたスメタナ博士と旧知。「手ごわい奴」。
- 数列メンバー

7号
武闘部隊の元師範。１～６号同様の創立時のメンバーだった。「新選隊真実経緯」
8号
本人の出番はないが「8号のお母さん」がロビー少尉に病気を治してもらうシーンがある。「FLY ME TO THE MOON」
9号
35歳。男手1つで息子のアリランを育てている古参メンバー（妻は結婚の2年後にアリランを産んでまもなく事故死）。ノーマル。フィガロが誕生した際マライヒの手伝いで子守りをしたことがあり、育児に関してパタリロをも言い負かすほどの絶対的な自信を持つ。フィガロの奇蹟的な能力の一端を目撃した。「フィガロ」
クレランシの蛇の呪いにより、鉱山事故で大怪我を負ったこともある。「ある怪奇」
11号
「ほんとにお美しい美少年」とパタリロをヨイショ。給料50％UPの口約束を得る。「霧のロンドンエアポート」
14号
古参メンバーの一人。妻との間に一人息子をもうけたが、その息子が猫魔王にとりつかれてしまう。「猫魔王の逆シングル」
16号
大学でフランス文学を専攻していたためフランス史に詳しく、パタリロのフランス革命取材に同行。そこで出逢ったジェンヌという女性を放っておけず、革命勃発当時のフランスに留まる。「忠誠の木」にパタリロへの永遠の忠誠を書き記したが、パタリロ本人は元々それを調べにタイムスリップしたのに16号から自分へのメッセージとは戻った後も理解していなかった。声優は井上和彦。アニメ版では「ベルサイユのヒマワリ」でも革命軍で活躍する姿が描かれている。
17号
9号と共に一日中パタリロのゴムとびにつきあわされてヘトヘトになる。「タマネギ!」
19号
王宮勤務。35号と恋仲。「αランダム」
21号
元海軍通信技士。パタリロのおちょくりに耐え切れず、マリネラのダイヤモンド販売を邪魔する組織にそそのかされ不祥事に加担するが、パタリロの国王としての責任感を間近で見て行いを反省し、以後はパタリロの良き遊び仲間となる。「タマネギ!」で初登場なるが、「忠誠の木」で再登場し素顔でパタリロ共にフランス革命時にタイムスリップしマシンガンなどの近代兵器で16号側の革命軍の手助けをした。声優は神谷明。
タマネギ部隊最初期メンバー以外では44号同様に2話以上素顔を見せた人物。「忠誠の木」にも素顔で登場した。
23号
予知能力を持つ宝石泥棒を追跡中、交通事故に遭って大腿部を骨折する。「タロット輪舞曲」
32号
タマネギ部隊に同性愛が流行り出した頃の先駆者。63号の恋人。「キーンVSパタリロ」
33号
新人タマネギ（後の444号）が「3を使いたい」と申告した際に重複する番号として挙げられた隊員。番号が挙げられただけで本人が登場したことは無い。「はぐれタマネギ」
35号
王宮勤務。19号と恋仲。「αランダム」
38号
「8年光線」の回に朝の清掃係になる。
39号
ロンドン大使館勤務。51号と恋仲。「メカパタ」
「のびちぢみリング」の回にタマネギとなった新人。
44号
長髪の青年。霊感体質で霊を認識でき、除霊能力も持つ。実は人間とゴブリン族のハーフ。薔薇十字団にも属している。
非番の度になぜか事件が起きる不運の人。そのため素顔で登場することが多い。この問答無用の休日出勤に不満を述べることに業を煮やしたパタリロによって海外に左遷されたこともある。左遷先としてこれまでにソマリアとンジャメナ支局が確認されている。タマネギ部隊では数少ない異性愛者。ただしカムチャッカ勤務時代は王宮のタマネギと遠距離恋愛だったと思しき描写がある。「キーンVSパタリロ」
個人としては最多登場回数。ぬいぐるみを集めるのが趣味らしい。
48号
宮殿勤務。91号と恋仲であり、その関係は公然の秘密という。「夢であいましょう」
51号
ロンドン大使館勤務。39号と恋仲。「メカパタ」
52号
シバイタロカ博士とある事件を解決後、女性と結婚して退官。1話だけの登場だったが素顔も披露した。「シバイタロカ博士の日記」
55号
「吸人鬼」の回にて行方不明となる。
56号
「8年光線」の回に朝の清掃係になる。
61号
ザナドゥーの尾行に成功する。「ザナドゥー」
63号
タマネギ部隊同性愛ブームの先駆者。32号の恋人。「キーンVSパタリロ」
雪に閉ざされたハマラヤ王国に向かうパタリロに、熱いソーセージを提供するにあたり「犠牲」になる。「雪の王国」
65号
39号とイチャイチャしていた、とメカパタによって51号に告げ口される。「メカパタ」
71号
透明薬を使ってパタリロをからかった。「あまり賢くない」とはその際のマライヒの評。「透明人間あらわる!」
部隊内でも極め付きの男好きとの評判あり。デパートで親しくなった紳士に家に招かれ、その家で彼の死体を発見、兄と名乗る男に警察に突き出される。「悪魔の誘惑」
72号
仕事をサボってよく釣りをするのが趣味。海竜クラーケンに追われていた人魚マヨナを助け、彼女の魔力にかかって恋をしてしまう（後にタイムパラドックスにより、マヨナとの出会いは無かった事になった）。「人魚が出てきた日」
73号
カレイドスコープで心を読まれて、アラスカにとばされた。「カレイドスコープ」
77号
パン屋の娘ミムラの恋人。彼女との交際を母親に認めさせるため、バイオ土嚢「ポップグレムリン」を発明した（実際は遺伝子操作で新しいパンを作ろうとした失敗作。名前は水に入れると増える事から）。ロポニー（パタリロ製作のロボット馬）を可愛がっている。「なんだこりゃ」「ロポニー」
79号
部隊内で一番背が低く華奢、かつ女顔。本名はユーリ。「世紀の対決」
少年愛願望の妹に悩みを持つ。「薔薇の友」
84号
パタリロの日記を盗み読みするなどの不審行動をとっていたが、実はパタリロを守るために未来から来たタイムパトロール隊員であり、その正体は過去へのタイムスリップでパタリロが助けた少年十字軍のヨセフである。「パタリロ大集合」
88号
「吸人鬼」の回にて行方不明となる。
91号
宮殿勤務。宋の遊童リンメイに一目惚れする。48号とリンメイとで3人部屋で暮らす。「夢であいましょう」
92号
原子力研究所にてクレーン事故に巻き込まれ、動物霊に憑依されるが44号に祓われる。「霊障事件」
パタリロが鉱山のネズミ駆除に作ったキャンディ型爆弾を、誤って飲み込んでしまって覚悟を決め、地上を征服しようとする地底人の攻撃兵器に単身突撃し壊滅させた。「ヒーローのタマネギ」
ある国の少女の助けを借り、パタリロに日頃の恨みをぶつける3人組の1人。「怪獣丸」
93号
盲腸にかかって手術を受けるが、医務局の手術担当係が手術を途中で放り出して科学クラブの研究成果の発表に駆けつけてしまった。無事であったかどうかは不明。「透明人間あらわる!」
96号
ジョロウグモを助け、その恩返しにパタリロの魔の手より助けられた。「スパイダータマ」
98号
活字嫌いで、新聞はマンガくらいしか読まない。「密猟者」
101号
「パシャルバーの星」を盗んだ紳士怪盗の似顔絵を描き、パタリロに「なかなかのもの」と感心される。「ピンクダイヤは初恋の色」
110号
ニューヨーク大使館勤務。119号とともにお祭りコンビと呼ばれ、パタリロでもカンに障るほどの脳天気。「妖怪始末人見参！」
111号
甘い物が大の苦手で、煮物の隠し味に砂糖がほんの僅か入っていても甘くて食べられないと大騒ぎするという。「密猟者」
119号
ニューヨーク大使館勤務。110号とともにお祭りコンビと呼ばれ、パタリロでもカンに障るほどの脳天気。「妖怪始末人見参！」
130号
ニセ札騒動の1年前に結婚。3歳になる息子がいる。カラオケが趣味。「ニセ札騒動」
155号
ドジスンというアイブイエム（インターナショナルベジタブル何とかというバイオ野菜栽培会社）勤務の青年を、保険金を手にするために自分の替え玉にして殺害。妻と一緒に保険金詐欺を企むも、パタリロに看破され逮捕される。「ドジスン」
200号
ロンドン大使館に花を届けにくる花屋のサマンサと毎週土曜日に会っていたが、彼女が殺されて動揺、パタリロの推理を仰ぐ。「一週間は七日」
240号
「8年光線」の回に朝の清掃係になる。
333号（唯一の永久欠番）
本名ロック・クライマン。ソシオパスでタマネギとして長続きせず犯罪者になったが、ソシオパス故に自由・独立の倫理が強くガリガリ博士の研究所で奴隷として扱われていた人造人間たちを自らの命を捨てて救った。この自己犠牲の精神が高く評価され、333は名誉の欠番として扱われてパタリロ山頂に葬られている。「はぐれタマネギ」
444号
333号にあやかって番号を決めた新人タマネギ。素顔が17歳時のパタリロ7世の肖像画とそっくりである。「はぐれタマネギ」「ペンパル」
555号
333号にあやかって番号を決めた新人タマネギ。「はぐれタマネギ」
740号
ロンドン大使館勤務の新米。バンコランに一目惚れし、バレンタインにチョコレートを渡そうとするも玉砕。「あなたにバレンタイン」
803号
ロンドン大使館勤務の新米。バンコランに一目惚れし、バレンタインにチョコレートを渡そうとするも玉砕。「あなたにバレンタイン」
999号
新米のタマネギ。南フランスで一泊した宿屋で、フランスの天才版画家アンドリュー・グリフィン（架空の人物）のエッチングをタダで手に入れるため、パタリロに協力させられる。異性愛者で、同じく宿泊していた舞台美術家メイヤーに（間接的に）迫られ困惑する。「グリフィンのエッチング」
1212号
ロンドン大使館勤務の新米。バンコランに一目惚れし、バレンタインにチョコレートを渡そうとするも玉砕。「あなたにバレンタイン」
1234号
次元転移機能をつけたドアの実験台になり、クレムリン宮殿に迷い込んで拘束されてしまった。その後の安否は不明。「間取りの問題」
2244号
ロンドン大使館勤務の新米。バンコランに一目惚れし、バレンタインにチョコレートを渡そうとするも玉砕。「あなたにバレンタイン」
3000号
モンゴル大使館勤務時代に病的な潔癖症になったが、形あるものは最後には壊れることを悟り正気に返った。「きれい好き」
3400号
ロンドン大使館付き。新聞売店でロンドンタイムスを買おうとするも売り子に他の新聞の購入も勧められて辟易する。「王女様の一日」
3693号
「8年光線」の回に朝の清掃係になる。
4000号
アラスカ勤務→宮殿勤務で新人指導を行っている。すれた面があり古参の一人と思われる。「パタリロ大集合」「はぐれタマネギ」
184227958号
「8年光線」の回に朝の清掃係になる。
480000692号
作中に登場した数字のみの番号の中では最大。作中での表記は「4億8000万とんで692号」。「のびちぢみリング」
000号
教会で育った青年。極度の虚弱体質だったが、とある手違いでタマネギ部隊に配属。あれやこれやの騒動の果てにバンコランの「体を張った説得」によって立ち直り、精神的にやや成長した。「強力な説得」
1/2（にぶんのいち）号
身長が低いためタマネギ採用規定から外れているが、巧く誤魔化して入隊。激務により五月病にかかる。「のびちぢみリング」
- 文字列メンバー

アイキ号
タマネギ部隊合気道同好会で最強のメンバー。合気遠当てと腹話術を得意とする。「言霊」
アイスレーベン69号
吸人鬼事件の際、他の28名のタマネギとともに謎の失踪を遂げた。「吸人鬼」
アケビ号
正体不明の存在に、毎朝宿舎の前に動物の死体を置かれることで「呪い」をかけられ、死にかけることになる。「オリーブオイル」
朝っぱら号
昼行灯号と仲がよく、彼とナイト号の仲裁に入る。「朝はどこから来るかしら」
甘エビ号
銀ダラ号の恋人。勤務先のトルコで消息を絶った彼を心配し、捜索隊に紛れ込んで黒海へ向かう。「黒海文書」
アルマジロ号
フクロモモンガ号の恋人。浮気のせいで彼とよく喧嘩している。「善意回路」
アロンアルファ号
パタリロに騙され、二度とパタリロの言は信じないと誓う。「悪魔の下僕」
ア○ドレ号
オ○カル号の恋人。ゲイが身を助けた。「諺難」
アンラッキー号
命名後、運に見放されてきた。地震で隊員宿舎が崩壊したのち、くじ引きで民間アパートの一室を獲得するが、その部屋で起こる怪異に悩まされる。「アンラッキー」
石川や浜の真砂は尽きるとも号　
日本語名では最も長い番号の持ち主。「海亀のスープ」
イレブンセブン号
MI6のサンダース部長が、武器密売組織と密会する料亭を探る。「部長の逆襲」
イロハ30号
バンコラン病（菌）を患っておりシニアハイの少年と恋仲。その後少年の起こしたトラブルの責任を問われ伝道師となり、マリネラ王家の存続のため尽力する。「王室は永遠に」
イロハ42号
ラシャーヌと仲良くなったばかりにもてない病気が伝染るが、パタリロの作った「恋タクトレンズ」をはめ、必要以上にもててしまう。
イロハ48号
世間知らずの妹シンディーを見聞を広めさせるためアメリカに旅行させるが、彼女のややこしい恋に悩まされる。「ギャグもまた真なり」
インゲン号
子供の頃から精進道に目覚め、なまぐさものは一切口にしない筋金入りの精進フェチ（他のタマネギの談より）。料理が得意でシェフに全面的に信頼されており、パタリロより専属精進料理担当であるショジリエの称号を直々に拝領した。「ショジリエ」
SKB号
マリネラ全土を恐怖の底に沈めた「無貌の下着ドロ」。幼少時の渾名は「半ケツ」。番号の由来はスーパーかっこいい美男子号の略だと本人は主張するが、周囲の人間は絶対にスケベ号だと信じている。アラスカに抑留中。『ザ・ロック』のショーン・コネリーが元ネタ。「マライヒ戦争」
エンタツアチャコ号
「立体マライヒ」の回で鍋みがき係を命じられる。
エンドレス号
無理矢理ホラーキャッスルの予約客にさせられ、恐怖の一夜を味わう。「ホラーキャッスル」
オ○カル号
ア○ドレ号の恋人。ゲイが身を助けた。「諺難」
オブラディオブラダ・ペーパーバックライター号
作中に登場した中では最も長い名前（番号）。パタリロが造ったマライヒのホログラム映像に騙され、愛のためにバンコランと戦おうとする。「立体マライヒ」
カイケツゾロ号
何かを買うとその合計金額が必ずぞろ目になりプレッシャーを感じる。通称ゾロ目号。「ゾロゾロ」
カイゼル号
パタリロに商談を任され、接客のためにヒゲを生やしたり脱毛したりを繰り返す破目に陥る。「ヒゲのある暮らし」
カリオストロ3号
入隊したてのパトリック・マラーホフを誘惑した、素顔の濃い隊員。新人教育係の恋人。「青春ホモ語」
ガンマ17号
ニセ札騒動の1年前に入隊。まだヒラ隊員。趣味は切手集め。「ニセ札騒動」
犠牲者号
ひもといた者は全て失踪を遂げてしまうという「魔法書」を開き、消えてしまったマライヒとバンコランを救うため、部屋に独りきりで本の呪いを解き、事件を解決することを命じられる。「魔法書」
銀ダラ号
甘エビ号の恋人。トルコ勤務を命じられたのち消息を絶つが、「黒海文書」を発見したことが明らかになる。「黒海文書」
キチョーメン号
文字通りの几帳面さで、机の上の書類などが綺麗に並んでいないと並べ直さずにはいられない性格。「キとクとケ」
クリーナー号
憑依した霊のせいで、ゴミが落ちているのを見ると片付けなければいられない性格。「掃除でGO!」
グルマン号
カトマンズ出張所から半年振りに帰国、主君パタリロの常軌を逸した食欲を目の当たりにして、彼をフードファイターの道へ誘う。「食戦士」
ケッペキ号
病的なほどの清潔観念を身につけ、少しでも汚れたものは消毒せずにはいられない。「キとクとケ」
コーザノストラ1/3号
宮殿の北の塔に入ったまま行方不明になり、そこで5年前に失踪したシシリアン18号と出会う。「異次元トラベル」
ゴッシュマン号
高名なチェロ奏者の息子。ガラス工芸に天才的な才能を持つが、その力は母親への憎悪に裏打ちされたものである。「思い出ガラス」
ゴッハン号
通称ゴハン号。かなり外見がフケている。ジュニアタマネギ部隊を組織し、自ら立案した太陽光エネルギーによる資源確保を主張するが、その裏には世界制覇の野望が隠されていた。メイク状態でも菱口として描かれなかった唯一のタマネギ。「神の手」
コーラス号
市役所文化振興課より転属になった隊員。皆を唸らせる美声の持ち主だが、その声を妖怪に狙われる。「ギックリ声」
シシリアン18号
5年前に宮殿の北の塔で消息を絶った隊員。コーザノストラ1/3号とともにパタリロに救出され、恋仲になる。「異次元トラベル」
シマラッキョ号
ダイヤ原石の仕分け中、百カラットはある原石をまっぷたつに割ってしまい、思い余って妖怪「べとべとさん」に罪をなすりつける。「べとべとさん」
上海号
ヒューストン号の恋人。「地獄のパーティー」
ショーン＝コネコネ90号
元々頭髪が薄かったが、パタリロが改造した多毛型バンコラン菌の影響で毛玉の塊「希有希現」となる。例によってパタリロの無茶振りなアイデアで元の姿には戻れた物の頭髪は全て抜けたスキンヘッドになってしまう。マリネラ高校の生徒アイシャ君と交際中。「毛羽毛現」

スイーツ号
元気がとりえの隊員。料理当番の週にパタリロに自作の飴を提供、オリジナリティのなさを叱られ、妖怪の手を借りて画期的な飴を完成させる。「飴ん坊」
スーシー号
寿司が好物で寿司職人になるためにタマネギ部隊を退職し、日本での修行を経てマリネラ銀座に店を開いた。「ダジャレ寿司」
スタンバイ号
陸軍出身。短距離走が得意であり、100m走の自己ベストが10秒3。事故で両足に重傷を負い、陸上選手としては再起不能と思われたが、パタリロの開発した人工骨により飛躍的に記録を伸ばす結果となった。「ゴリンピック」
スピリチュアル号
略称スピリ号。図書室で見つけた占い本の恐るべき効力に驚き、その本への依存を深めてゆく。「黒いブッカ」
最高の運勢に恵まれているが、パタリロという悪辣な上司に阻まれて運気を逃している。「スピリ号ですよ」
雪中華号
ある事件で他のタマネギたちから村八分にされ、精神的に追い詰められた末、パタリロ用に調合された薬を飲んでナルシストになり自分の殻に閉じこもってしまうが、パタリロの指示により作成された別の薬で治癒する。その際に知り合ったエコー嬢と交際中。「ナルキッソス」
ゼンセー号
前世で苛めの罪を数知れず背負い込んだため、幼時より怪我が絶えない。「ゼンセーですよ」
セントルイス号
タマネギ新隊員に化けたマライヒを施設案内を名目に誘惑するが、恋人ロサンゼルス号にその場面を目撃され、罪をマライヒになすりつける。「地獄のパーティー」
ソーロン号
イレブンセブン号と別ルートで、MI6のサンダース部長が武器密売組織と密会する料亭を探る。「部長の逆襲」
ダイズ号
俳優に憧れ、志望する劇団の演目『大頭坊』の主役を射止めるべく、パタリロに医学的手段で頭部を大きくしてもらう。「大頭坊」
タイプ号
活字好きで、内容を問わず活字を眺め続けられればそれで幸福な、活字フェチ。「タイポグラフィー」
たそがれ号
少し色っぽい。ナイト号の恋人だが、横恋慕してくる昼行灯号をからかって誘惑する。「朝はどこから来るかしら」
タマラン号
スラム街に住む外国人労働者の殺害容疑で逮捕されそうになる。「マリネラ心中」
テイタン号
尾行が得意。パタリロの行く先に現われる謎の占い師を追尾する。「神秘の占い」
デカンショ号
パタリロに農作物の自給率アップを提言するが、予期せぬ作物の遺伝子組み換えに彼を駆り立ててしまう。その成果のうちのひとつである「自我を持つジャガイモ」を食べさせられた猫に噛まれたことで、ジャガイモに脳侵略され、他のタマネギにも自我をうつし、地球制圧の尖兵と化す。「芋ーショナル」
テレホンばん号
テレホン番号から名付けた。クラシック音楽（および浪曲）鑑賞が趣味で、ロンドン大使館に転属の際、同僚から借り集めた衣装で身を固めて赴いたコンサート会場でキール少年と恋に落ちる。そんな彼を金持ちの息子と思い込んだキールの父の企む詐欺事件に巻き込まれる。「奇跡の手」
殿様キングス号
「立体マライヒ」の回で、庭掃除係を命じられた。
ナイト号
たそがれ号の恋人だが、彼が昼行灯号にちょっかいを出すのが気に入らず、昼行灯号と喧嘩を繰り返している。「朝はどこから来るかしら」
ナンナンダ号
特異な放言を頻発するが、録音して聴き返してみるとまともな発言をしているという、声に特殊なゆらぎのある人物。「言いまちがい　あるいはもっと深い意味でのカン違い」
バッケン号
事務室の金を横領し、外国競馬につぎこんでパタリロに叱責される。「ギャンブルですよ」
ハドソン号
エリザベスという人形作家の妹をもつが、彼女が引きこもりから立ち直ってやっと外界に出たばかりなので、その身をつねに心配している。「カラクリ」
花の28（はなのにっぱち）号
自称妖怪研究家。世界妖怪愛好会のメンバー。「妖怪ミステリー」
バリシニコフ号
マリネラ大学在学中、のちにヌレエフ王国皇太子妃に内定するアナニア嬢と交際していたため、イタリアの三文ゴシップ紙記者に脅迫され、醜聞のネタを告白しろと迫られる。「お化け小屋」
パルン号
宮殿勤務の新人教育係だが、恐るべき推理能力と行動力を隠している。「タマネギいろいろ」「変装パタちゃん」
光（ひかる）号
紫号の恋人。ゲイが身を助けた。「諺難」
ヒューストン号
ロサンゼルス号と上海号に恋愛関係で二股をかけている。「地獄のパーティー」
ヒョーワ号
仕事が務まらないほどのひ弱な神経の持ち主。パタリロより、彼を励ます他人からは見えない少女ミモザをあてがわれる。「ミモザ」
ヒーリー号
不自然に目玉の大きくなった自分の容貌に悩み、鏡を恐れている。「ヒーリング」
昼行灯号
朝っぱら号と仲がいいが、ひそかに横恋慕するたそがれ号をめぐって彼の愛人ナイト号と事あるごとに喧嘩している。「朝はどこから来るかしら」
ファニマ号
パタリロを乗せた自動車から、MI6のサンダース部長が武器密売組織と密会する料亭を探る隊員に指令を与えるが、暴走する組織の車に接触し、自転車で追跡する。「部長の逆襲」
フクロモモンガ号
アルマジロ号の恋人。彼との喧嘩後、出張中に仲直りのメールをもらい欣喜雀躍するが、いざ恋人と再会するといまだ喧嘩腰で接され困惑する。「善意回路」
フミン号
不眠症を患う隊員。ホーライ号の秘密を探れとパタリロに調査を命じられる。「ウクライナの怪」
フメー号
「リアル脱出ゲーム」に参加したパタリロが異空間で発見した、行方不明と騒がれた隊員。「脱出しますよ」
フラ＝アンジェリコ号
通称フラ号。エトランジュ王妃に心酔しており、サナトリウムに随行した。「ミダス」
ベータ49号
釣り中に高波にさらわれて海に転落、そのままサメに食い殺される。「海の底から」
βケンタウリ3号
自称「マリネラの美少年キラー」。バンコラン少佐を気取っているが、恋愛テクニックが到底本物には及ばないということで、あだ名が「アマチュアのバンコラン少佐」略してアマバン。バンコランのアイシャドウは天然だが、彼はちふれ製のアイシャドウを使用している。「アマバン」
ベタホメ号
旧名ドンケツ号。他者が少しでも取り柄となる行動を示すとべた誉めして世間を明るくしようとするが、保身のためのおべんちゃらと誤解され懊悩する。「ベタホメ」
紅アズマ8号
ロンドン大使館勤務の衛生兵。薄給をやりくりしてマライヒの行きつけの店である美容院にときどき通っている。「ロンドン大使館の謎」
への3号
「のびちぢみリング」の回にタマネギとなった新人。
への16号
趣味で絵本を描く物静かな青年だったが、パタリロの口車に乗せられて部隊を離れプロを志し執筆に励むが５年間経ってもデビューできず挫折感から生きる希望を失い、ニューヨークでホームレスに落ちぶれたとされており、「への16号の悲劇」として部隊内に語り継がれている。「ジラードの遺産」
への31号
ニセ札騒動の2年前に海兵隊からタマネギ部隊に移籍。美青年の恋人募集中。バードウォッチングと料理が趣味。「ニセ札騒動」
へのへのもへじ号
知恵者として名高い。000号が騒動を起こした際などに解決策を提示した。「強力な説得」
ホッケの開き号
銀ダラ号の同期隊員。失踪した彼を黒海に捜索に赴き、自らも連絡を絶つ。「黒海文書」
ポーツマス43号
ボンボンの渾名で呼ばれる新人タマネギ。甘やかされて育ったせいか言葉遣いは幼いが、仕事の評判は悪くない。マリネラに不時着した異星人（母娘）と言葉は通じないが波長が合い、のちに娘さんと結婚した。「宇宙ボンボン」
ホニャララ号
薄給の中からコツコツ貯金して携帯電話を買い、仲間たちに見せびらかす。「オカル・ト？」
ホの9号
小悪党で、パタリロが発明した「幸運機」（100万回に1回の確率で何かが起こりそうな時、それを感知する）の実験台を命じられるが、これを利用してダイヤモンドを盗むという、悪事を働こうとする。しかし、警備システムの100万回に1回の確率の誤作動でペシャンコになり、命を落とす。「幸運機」
ホの240号
英国大使館の経理担当。先物相場に手を出して公金200万ドルの損失を出すが、バンコランに助けられ、おとがめなしになる。「ブラフ」
ホのセーラーヴェガ号
スイスのペット業者にヘッドハンティングされた元隊員。勤務先で殺人事件に巻き込まれ、元主君の推理を頼る。「海亀のスープ」
ホビット号
「小さいおじさん」という存在を発見、その行動による忠告を受け取って来たるべき災難から救われる。「ちいさいおじさん」
ホーライ号
蓬萊山から番号をとった隊員。真面目で仕事に全力投球すると評判だが、10年前のある事件にまつわる亡霊につきまとわれる。「ウクライナの怪」
ホーロー号
パタリロが久しぶりにタイムワープの力を発動した余波で90年後の世界に飛ばされてしまう。「90年」
マッハゴーゴー号
同僚の間でも仕事ができると評判の隊員。タマネギ志望の少年シナモンと同棲しているが、査定機の導入で能力が低いと判断され、シナモンの仮入隊と同時に出向を余儀なくされる。自殺しようとした恋人から、手にした手榴弾を奪っての自爆を試みる。「査定の問題」
マンガトリオ号
「立体マライヒ」の回で爪楊枝係を命じられる。
ミステリオ号
陸軍生物科学研究所より転属。22歳だが短躯。マリネラ大学を15歳で卒業している（専攻は細菌学）。パタリロになりすまし大量殺戮兵器を売買しようとしたが、パタリロの想像を超える人畜非道さに、計画を断念、マリネラを出奔した。「ニセパタ」
紫号
光号の恋人。ゲイが身を助けた。「諺難」
メビウス8号
新入りパトリック・マラーホフと入れ替わりに古巣の空軍戦略研究所に戻るが、その除隊はパタリロの命による極秘プロジェクトの一環だったことが判る。本名はカーティス中尉。ストレート。「青春ホモ語」
モーソ号
マライヒに憧れる。いささか妄想癖があり、マライヒからリンゴやバナナを貰ったことで自分に気があるものと思い込む。「パタリロが留守のロンドン大使館およびアジャパ公国にて」
モーソー号
眠るたびに悪夢にうなされる。のちにこの悪夢が他のタマネギやパタリロにも伝播するが、悪夢は生物の思考波をコレクションしているある宇宙人によるものだった。「夢みるみんな」
モランボン号
モンブラン号が悪事で手に入れた大金の入金通知を間違って受け取り、彼の犯罪をパタリロに気づかせるきっかけを作った。「裏タマネギ」
モンブラン号
パタリロが発明した次元反転装置を悪用して銀行強盗を次々に働いた悪党。装置をミラーではね返され、裏返しになって絶命した。マリネラ墓地にはモンブラン号のためにパタリロ自身が皮肉を込めて作った、表裏逆の墓が存在する。「裏タマネギ」
八百万（やおよろず）号
通称「始末屋」。細かい金儲けを好み、そのためのアイディアをつねに惜しまない。カツラは別の隊員に売りつけたので地毛である。金がかかるため恋人を持たなかったが、物価の安いモンゴリ共和国に転勤になり、地元のソラン少年が下働きとしてやって来たのをいいことに、彼を使って美人局を始める。「始末屋」
ヨノスケ号
異性愛者であるためにタマネギ部隊より孤立していた。パタリロに相談し同性愛者になろうとするが、何かの間違いで動物性愛者になってしまった。「男と女」
ラッキー号
500万円を宝クジで当て、そのクジを冷蔵庫のチーズに挟んでおくが、それを知らぬパタリロに食べられてしまう。「えげつない宝クジ」
ランザツ号
海軍から転属になった有能な隊員。ただし身辺に頓着しない面倒臭がりで、主君にすら不遜な口をきく一方仕事に関しては有能で人心掌握には長けるという問題児。「ランザツなお話」
レッツ号
一度寝たら爆弾が落ちても目を覚ますことのない熟睡ぶりと、女好きが災いして、パタリロにバイヤーの知り合いの娘であるろくろっ首体質の女性と結婚させられる。「ろくろっ首」
ナンナンダ号の言葉のゆらぎが問題になった時、彼も影響を受けている。「言いまちがい　あるいはもっと深い意味でのカンちがい」
レンキン号
帰途を辿るうち隕石に頭を直撃され、食べたものを黄金に変換して吐き出す体質となる。「世にも意味不明な物語」
ロサンゼルス号
セントルイス号の恋人で、彼とベッドインした変装したマライヒの頬を叩き、罵倒する。しかし彼もヒューストン号と二股をかけていた。「地獄のパーティー」
- 号数、名称不明者

改造君
改造君は通称。来るべきベールゼブブの侵攻に備え、パタリロによって変身能力を発揮できるよう改造された隊員。のち「改名屋」で稼げるとふんだパタリロに詐欺行為を手伝わされるが、姓名判断家のマダム・ジョコンダに寝返り、逆にパタリロの性格を直すべく改名作戦に出る。「魔界変身」「改名しますよ」
化学クラブ部長
透明人間になってしまう薬品を開発。「透明人間あらわる!」
ジェールくんの兄
マリネラ政府から援助を受けてダイヤモンドのバイヤーに転職した父親が資金繰りに失敗。弟のジェールを金貸しのゴールドマンにカタとして持って行かれそうになり、パタリロに相談を持ちかける。「発明しないパタちゃん」
世界の王
厨房勤務時に、みすぼらしい老婆に食事を振舞った礼として、三つの願いを叶える「黒山羊の尻尾」を入手。それに願い事をしたばかりに国難を招いてしまう。「黒山羊の尻尾」
パトリック・マラーホフ
メビウス8号と入れ替えに入隊した新入り。実力は抜群だがストレートのため、先輩の誘惑に苦悩する。パトリックは本名で、番号は不明。「青春ホモ語」
不運クジ当選者
パタリロが開発した不運クジに当選し、その後数奇な運命を辿る。「不運クジ」
舞台監督
ツタカズラ少年歌劇団のため建設されたツタカズラ劇場の舞台監督。杮落としの演目にパタリロが出演したがることに悩み、事実パタリロの無茶なアドリブに頭を抱える。「ネオロマン忠臣蔵」
無料配給所の管理人
「マリネラの攻防」の回に登場。マリネラの生活物資無料配給所の管理人で人間の運・不運について研究している。
リスボン
本名。番号は不明。空港税関担当の日に、マリネラ大学の同期生のヘルムートと再会し、彼と恋人を追う奇怪な人物の話を聞く。「ミステリーゾーン」
- 入隊予定者

三河屋
ロンドン大使館近辺の雑貨屋の店員で、天才的頭脳の持ち主。義憤によりパタリロから一万ドルを騙し取り、彼によるぼったくり被害者たちへの返金と、虐げられるタマネギ部隊への差し入れを行なった。数年後パタリロはその頭脳と行動力に感服し、三河屋をタマネギ部隊にスカウトする。「ぼったくり大使館」

### ネギボーズ部隊
タマネギ部隊予備軍。成績如何によっては黒タマネギになることも期待されている。
ミノン
ネギボーズ隊員の一人。マライヒの依頼で、71号と同じ透明薬を使ってバンコランの浮気対策に協力する。薬の副作用で透明の姿から元に戻れなくなると言われパニックに陥り暴走するが、バンコランの眼力により気絶させられた。その後時間はかかるが元に戻ることがわかる。「透明人間あらわる！」
秀麻呂
ネギボーズ隊員の一人。半陰陽であり遺伝学的には女性であるためバンコランの眼力が通用しない。マライヒを「お兄様」と慕い急接近するが、眼力対策の研究のためKGBに誘拐されかかった。
ミノンと秀麻呂以外にも、元麻呂・君麻呂・歌麻呂・麻手麻呂・練馬麻呂といった隊員が在籍している。

### タマネギ少年隊
タマネギ部隊リーダー予備軍。自分たちの地位の世襲を目論むタマネギ1 - 3号の息子3人にて構成された訓練部隊。「お給料が良い」「苦労して大学に行くより割が良い」という理由で強引に国王の世話係となる。少年隊の扱いに困ったパタリロの提案でバンコランに預けられロンドン動物園夜警の職務に就くが、誤って希少動物ノタリカメヤギを殺してしまう。事件はバンコランが希少生物特別援助金に手をつけた園長の汚職を推理して揉み消しに成功するが、少年隊の3名はそれを恩に着せたバンコランの餌食となってしまう。

### 黒タマネギ
タマネギ部隊の精鋭部隊。世界各国の中枢に「料金は多少高いがサービスの質が高い清掃業者」として潜入し、スパイ活動を行っている。また、パタリロの親戚が居る国以外に、バンコランの所属するMI6、ヒューイットの所属するCIAといった、パタリロの関係人物の所属先には全て黒タマネギが派遣されている。パタリロの持つ無線と秘密の衛星通信「チャンネルゼロ」で繋がっている（これは『0011ナポレオン・ソロ』のパロディで、パタリロのコールサインは「うるわしのアルハンブラ」黒タマネギは「ブラックオニオン」）。部隊員は全員格闘技のプロだが、マライヒやバットの店のニューハーフたちには敵わなかった（理由は型通りの中国拳法が主体で実践的ではなく、マライヒにはスピードあるキックボクシングで敗れている、その後「人海戦術」なる複数でマライヒを捕らえている）。なお、任務には各国勤務のタマネギの監視もある。「黒タマネギの正体はスパイ組織」という事実についての情報隠蔽はほぼ完璧に行われている。腕利きの諜報員であるバンコランでさえ、パタリロが小遣い稼ぎにシロアリ駆除業をやっていると思い込んでいる（隠密活動故、変装予算が少ないのも共に行動した時にパタリロもすぐさま理解し、付き合って地味な変装で凌いだ）。正体を見抜かれて秘密事項を喋らされる事態に陥った時に備え、隊員の奥歯には一時的に仮死状態になる薬のカプセルが仕込まれている。アニメの声優は唯一初で登場した森功至のみである。
リーダー
パタリロの叔母が嫁ぐトルマリン王国に突如勃発した革命について、そして鎮圧に必要になる狙撃者についての調査を指揮する。また、リーダーではないがCIA担当の黒タマネギが、パタリロの指示でヒューイットの経歴書の原本を調べ、出身地の書き換えの事実を突き止めている。「国王の陰謀」
X号
中国担当の黒タマ。ICBM「東風」のステルス化疑惑と、責任者であるコードネーム「白蛆」で呼ばれる科学者について調査した。「白蛆」
γ号
ロンドン大使館員の食中毒事件に東カリマンタンが関与していることを知り、命懸けでマリネラに報告する。その際大西洋をゴムボートで横断したようである。「誤算」
ソンブレロ号
タマネギ八百万号の同期でただひとり黒タマになった男。美人局をしていた八百万号を恫喝し、彼の恋人に突き飛ばされて仮死状態になる。この事態が八百万号に死体隠匿を犯させるが、ソンブレロ号はまもなく復活。八百万号の罰も半年の重労働で済んだ。「始末屋」

### グレータマネギ
グレーのメイクアップを施し、ウィッグや制服もグレー一色でまとめている。登場時には「精鋭黒タマネギ部隊予備軍グレータマネギ部隊」とされていた（「死神と呼ばれた男」）。次の登場時には独自の行動基準で動き「独立グレータマネギ」と呼ばれる側面も持つとされており、パタリロの意に沿って動くとは限らないタマネギ部隊でも数名しかいない特異な存在であるとされている。その時は勧善懲悪を行動テーマとした隊員が、パタリロの貯め込んだ膨大な小銭を慈善団体に寄付させている。「グレータマネギ」
アルファベット号
スメキア共和国の原子力発電所建設の技術供与要請を受けたパタリロに同行しスメキアを訪れ、独裁者オメガ将軍の真意を知る。「死神と呼ばれた男」

### ジュニアタマネギ部隊
ネギボーズ、グレータマネギ部隊などの既成のタマネギ養成部隊に飽き足らず、ゴッハン号によって設立された新しいタマネギ養成機関。数名ずつのユニットに分けて、競争させつつ教育する。ユニット名はV8、ホタル源氏、ストップ、飢饉キッズ、カラシ、お琴組など。常に素顔で活動させ、耳目を集めることによって緊張感の持続した状態で思考・行動能力を磨かれる。ゴッハン号によって半年のレクチャーを受け、エネルギー問題への対策を仕込まれている。ゴッハン号はその行動の裏の野望を見抜かれ逮捕されるが、パタリロは彼らの有用性を認め、研究を続けさせた。

### 紫タマネギ
予備軍から選ばれた10代の少年たちで構成される部隊。各国首脳の愛人として送り込まれ、1年間情報収集（つまりスパイ活動）に従事した後、正式にタマネギ隊員として採用される。その任務は非常に危険とされ、スパイとしての正体が相手国に知られた場合には命を奪われる可能性もあり、実際にも相手国に潜入した紫タマネギたちの3分の1はマリネラに帰国していないとも言われているが、それは彼らがエリートの美少年ゆえに潜入した相手国の首脳から本気で愛され、そのまま本物の愛人になってしまうのが真相らしい。また、相手国との間に問題がなければパタリロもそれを黙認している模様。
ピドル
派遣された外国から帰国し、最終試験を行なっていた山で地球侵略の尖兵となっていたイルギヌス星人の兵士と出会い、相思相愛となる。最終的には上司を退けたイルギヌス星人と一緒に暮らすようになり、彼もタマネギ見習いと認められた。「スペースヴァンパイヤ」
ミゲル＝スエゼン＝クワン
紫タマネギ候補生の選抜試験に合格後、サバイバル訓練を経て隊員となり、マリネラからリトラリア王国国王への献上品として送られるが、スポーツを何よりも重視する国王の眼鏡にかない、正式な愛人として迎えられた。パン喰い競走が得意と語っている。「紫タマネギ」

### 影タマネギ
国内において国王の悪口を言う者や国外の儲け話を探る部隊。
3号
G国大使館に保証金を一年契約で借り、返すあてのなくなったパタリロに核廃棄物の処理の代りに高価な礼金を出すという某国政府の依頼の話をもってくる。「大回転」

### 武闘タマネギ
対テロリスト用部隊。パタリロの許可を得ずに「タマネギ新選隊」と名乗り、独自の制服（だんだら羽織）を着用し、横暴な態度で国民に嫌われていたことがある。ナイフを主武装にしている。

### ワンワン部隊
特殊な訓練で嗅覚を飛躍的に高め、主に人捜しなどを得意とする。隊員は犬の着ぐるみを着用している。しかし、タマネギ9号の一言「犬を訓練したほうが早いんじゃないか？」によって存在意義を一瞬にして否定されてしまった。後に再訓練を行い、さらに強力な「スーパーワンワン部隊」として再結成される。

### マリネラ忍軍
忍者装束に身を固めた、忍術に特化した戦闘部隊。「デンタルケアー」

### その他
これ以外に劇中でその名称が紹介されているだけの部隊として、タマぷらーざ部隊、埼タマ部隊、裏タマ部隊が存在する。

## ヒマワリ部隊
タマネギ部隊の類似の部隊。パタリロ10世配下の部隊であり、いわば未来のタマネギ部隊である。
ヒマワリ23号
タイムマシンの管理を任されていたが、貴族社会への憧れが高じて無断でフランス革命前のベルサイユに降り立ち、とあるトラブルでマリー・アントワネットの愛人となるハンス・フェルゼンの名を名乗ってしまう。直後に本物のフェルゼンが事故で死亡してしまい、歴史を守るためフェルゼンとしてその時代に留まることをパタリロたちに強要される。後にマリーや自分の悲劇的結末を知りながら、彼女への愛からその運命に殉じる道を選んだ。本名はハンス8823RBO。原作ではこの名前から『海底人8823』のギャグへとつながったが、アニメ版ではハンス193（いちきゅうさん）で、マライヒ役の藤田俶子が『一休さん』のギャグを入れるための都合になっている。声優は野田圭一。「ベルサイユのヒマワリ」
アニメ版ではパタリロ10世の時代までタマネギ部隊は存続している。

## カリフラワー部隊
パタリロ11世配下のタマネギ部隊の類似の部隊。独自のエンブレムが装着されたカリフラワー型のかつらを使用している。

## 外伝でのタマネギ部隊
パタリロ!の時代劇版
時代劇版では波多利郎の店の奉公人として登場。
パタリロ源氏物語!
賀茂家の陰陽師。そのまま「玉葱部隊」を名乗る。

## 声優
大抵は野島昭生がタマネギ1号、古川登志夫が2号だが、逆の場合もある。野島、古谷は「ゲルマンの虜」などでメインであった。
- 野島昭生
- 古川登志夫
- 古谷徹
- 三ツ矢雄二
- 塩屋翼
- 塩沢兼人
- 井上和彦（16号）
- 神谷明（21号）

## 俳優
舞台版で演じた俳優。
初演・★スターダスト計画★
- 細貝圭
- 金井成大
- 石田隼
- 吉本恒生

★スターダスト計画★
- 蒼木陣

〜霧のロンドンエアポート〜
- 原嶋元久
- 田口司
- 佐川大樹
- 大久保樹
- 江本光輝
- 中田凌多
- 星豪毅
- 奥田夢叶